# ル・トリオンファン級原子力潜水艦
ル・トリオンファン級原子力潜水艦（ル・トリオンファンきゅうげんしりょくせんすいかん Le Triomphant class submarine、Les sous-marins du type Le Triomphant）はフランス海軍が現在保有する戦略ミサイル原子力潜水艦。

## 概要
ル・ルドゥタブル級原子力潜水艦及びランフレクシブル級原子力潜水艦の後継艦である。1980年代の計画策定当初には6隻が計画されたが、うち二隻の建造は中止された。司令塔の後方、艦の中央部に2列で潜水艦発射弾道ミサイルの垂直発射筒16基を装備している。
一番艦ル・トリオンファンは1989年に着工し、2010年までに全艦が就役した。フランスでの略称にはSNLE-NG(sous-marin nucléaires lanceurs d'engins de nouvelle génération - Nouvelle Génération 次世代ミサイル原子力潜水艦)も用いられる。
可用性を確保するため、乗員は青・赤の2グループが交互に勤務する体制をとっている。

## 搭載兵装
本級が装備する潜水艦発射弾道ミサイルは、1番艦から3番艦まではランフレクシブル級と同様のM45であったが、2010年に就役した4番艦「ル・テリブル」ではM51.1が搭載された。また、1～3番艦も順次M51への換装が開始され、2016年9月にM45は廃止された。2017年12月からは改良型のM51.2の運用が開始され、2023年5月時点で少なくとも3隻がM51.2を搭載している。第3世代型であるM51.3が開発中であり、2025年に搭載予定とされるほか、第4世代型のM51.4も計画中である。
通常兵装としては艦首に4門の533mm魚雷発射管を装備しており、魚雷または対艦ミサイルを合計18発搭載できる。2024年時点での搭載魚雷はF17 mod2、対艦ミサイルはSM39エグゾセとされる。
|          |            | 955型（ボレイ型）          | 094型（晋級）       | ル・トリオンファン級              | ヴァンガード級      | オハイオ級             |
| -------- | ---------- | -------------------------- | ------------------- | --------------------------------- | ------------------- | ---------------------- |
| 船体     | 水中排水量 | 24,000 t                   | 12,000 t            | 14,335 t                          | 15,900 t            | 18,750 t               |
| 船体     | 全長       | 170 m                      | 135 m               | 138 m                             | 149.9 m             | 170.67 m               |
| 船体     | 全幅       | 13.5 m                     | 12.5 m              | 12.5 m                            | 12.8 m              | 12.8 m                 |
| 船体     | 吃水       | 9.0 m                      | 不明                | 12.5 m                            | 12 m                | 11.1 m                 |
| 主機     | 機関       | 原子炉+蒸気タービン+発電機 | 不明                | 原子炉+蒸気タービン+発電機+電動機 | 原子炉+蒸気タービン | 原子炉+蒸気タービン    |
| 主機     | 方式       | ギアード・タービン         | 不明                | ターボ・エレクトリック            | ギアード・タービン  | ギアード・タービン     |
| 主機     | 出力       | 不明                       | 不明                | 41,500 hp                         | 27,500 shp          | 60,000 shp             |
| 主機     | 水中速力   | 25 kt                      | 20 kt以上           | 25 kt                             | 25 kt               | 24 kt（推定）          |
| 兵装     | 水雷       | 533mm魚雷発射管×6門        | 533mm魚雷発射管×6門 | 533mm魚雷発射管×4門               | 533mm魚雷発射管×4門 | 533mm魚雷発射管×4門    |
| 兵装     | SLBM       | 3M14×16基                  | JL-2×12基           | M51×16基                          | トライデントD5×16基 | トライデントC4/D5×24基 |
| 同型艦数 | 同型艦数   | 14隻予定                   | 8隻予定             | 4隻                               | 4隻                 | 18隻                   |

## 同型艦
- ル・トリオンファン (意味:勝利、S616、1997年就役)
- ル・テメレール (意味:大胆、S617、1999年就役)
- ル・ヴィジラン (意味:周到、S618、2004年就役)
- ル・テリブル (意味:恐怖、S619、2010年就役)